# 콤프로마트
콤프로마트(러시아어: компромат)는 러시아의 정치 전술이다. 정적에 대한 약점 자료를 수집하는 공작을 말한다. 러시아 국내 정보부인 러시아 연방보안국(FSB)의 주요 임무 가운데 하나이다.

## 역사
콤프로마트는 유명 인사의 불륜 등을 약점으로 잡아 협박하는 것으로, 러시아 블라디미르 푸틴 대통령이 연방보안국(FSB) 수장으로 있던 때 자주 활용한 수법이다.

## 기법
콤프로마트는 변조된 사진, 재배된 마약, KGB가 고용한 창녀와 불륜중인 흐린 비디오 등을 사용해 협박한다.

## 관련 보도
2008년 원정화가 국가보안법 위반 혐의로 구속 기소되었다. 2001년에 위장 탈북한 원정화는 미인계로 육군 장교의 애인이 되어 기밀을 빼내었다. 징역 5년을 선고받고 2013년 만기 출소했다. 조선민주주의인민공화국은 미인계 전술을 매우 적극적으로 구사하는 나라로 알려져 있다. 타겟인 남한의 요직에 있는 공무원, 정치인들이 대부분 남자들이기 때문이다. 2017년 김정남 암살 사건 당시, 원정화는 그정도 타겟에 대한 미인계 암살이면 선불로만 100만 달러 정도를 받을 수 있다고 증언했다.
2010년 4월 러시아 야당 및 반체제 인사 6명이 모델로 추정되는 여성과 성관계하는 동영상을 한 시민단체가 인터넷에 공개해 망신을 당하기도 했다. 푸틴 대통령을 반대하는 글을 써온 자유주의 성향의 풍자 작가인 빅토르 셴데로비치, 활동이 금지된 전국볼셰비키당의 창립자 에두아르드 리모노프, 반체제 운동가인 알렉산드르 벨로프 등이 예카테리나 게라시모바(일명 카챠)라는 여성과 각기 다른 날 같은 침실에서 성관계를 갖는 장면이 폭로되었다. 카챠는 FSB 요원일 가능성이 높다.
2011년 12월부터 2013년 6월까지 5회에 걸쳐, 서울 강남구 삼성동 소재 삼성그룹 이건희 회장 자택과 김인 삼성 SDS고문이 전세계약한 논현동 집에서 이건희 회장이 다수의 고급창녀들과 성매매를 하고, 500만원 돈봉투를 각각 지급하는 동영상이 방송에 폭로되었다. CJ그룹 선모 부장이 동생과 함께 창녀들을 사주해 촬영한 혐의로 구속기소되었으나, 무죄를 주장중이다. CJ제일제당 전 부장 선모 씨(55)가 이재현 CJ 회장(57)의 측근으로서, 이 회장의 ‘금고지기’로 불리는 S씨와 e메일로 동영상 문제를 상의한 정황을 검찰이 확인했다. 선모 부장은 고 이맹희 씨제이그룹 명예회장의 의전을 담당했던 것으로 확인됐다. 이 때문에 해당 동영상이 고 이맹희 회장과 이건희 회장 간 상속권 분쟁 과정에서 추진된 것이 아니냐는 의혹이 제기되었다. 동영상을 촬여한 이들은 이건희 회장에게 폭로를 2회 공갈하여 6억원, 3억원을 받아냈다.
2016년 4월 2일 블라디미르 푸틴 러시아 대통령의 정적 중 한 명으로 꼽혀왔던 미하일 카시야노프 인민자유당 당수가 개인비서인 나탈리아 펠레바인과 성관계를 갖는 동영상이 방송을 통해 적나라하게 공개됐다. 두 사람이 나눈 민망한 성적 대화들뿐만 아니라 분열된 야권의 다른 인사들에 대한 독설이 방송을 타고 나왔다.
2016년 10월 19일, 고영태가 범삼성가이지만 삼성그룹과 대립중인 JTBC 방송사에 최초로 박근혜-최순실 게이트를 폭로했다. 고영태의 폭로로 박근혜가 탄핵, 구속되었다. 삼성그룹 이재용 부회장도 구속되었으며, 홍석현 JTBC 회장이 삼성그룹 경영권을 빼앗을 것이란 보도도 있었다. 한편, 고영태 대해 '남창' 이라며 콤프로마트 공작을 벌인 탄핵반대 모임과 일부 단체들의 배후에 대해서는 알려진 바는 없다.
도널드 트럼프 대통령이 러시아 FSB의 콤프로마트 미인계 공작에 걸려 꼭두각시가 된 것은 아닌가 하는 의혹이 있다. 미스 유니버스 조직위원회를 소유하고 있는 도널드 트럼프가 2013년 러시아 모스크바에서 열린 미스 유니버스 대회를 위해 5성급 호텔인 모스크바 리츠 칼튼 호텔에 묵었다. 여기서 트럼프는 많은 미녀들과 섹스 파티를 했고, 이를 FSB가 동영상을 촬영해, 이 동영상으로 협박을 하며 트럼프를 뒤에서 조종하고 있다는 의혹이다.
2013년 중국계 미국인으로서는 처음으로 중국 베이징 주재 미국 대사를 맡았다가 2013년 돌연 사의를 표했던 게리 로크(63)가 2015년 이혼했다. 베이징의 여성 사업가와 불륜을 저질렀고, 이 여성이 중국 정보부 요원이며, 콤프로마트 미인계 공작에 걸린 것으로 보도되었다.
2016년 10월 네덜란드 정부가 론 켈러 베이징 주재 대사를 긴급 소환해 직무를 정지시켰다. 켈러 대사는 대사관 직원으로 채용된 중국 여성과 비밀리에 연인 관계를 맺어왔다. 중국은 과거부터 정보를 수집하기 위해 여성 간첩을 활용하는 미인계(honey trap)에 능하다는 말을 들어왔다. 요즘의 미인계는 반드시 동영상을 촬영하며, 동영상을 폭로한다고 협박하면, 대부분은 꼭두각시가 된다.

## 같이 보기
- 사이버 전쟁
- 명예훼손
- 제프리 엡스타인